# Senior Enlisted Advisor
Der Begriff Senior Enlisted Advisor bezeichnet in den Streitkräften der Vereinigten Staaten die höchsten führenden Unteroffizierposten der einzelnen Teilstreitkräfte bzw. der einzelnen Unified Combatant Commands:
- Sergeant Major of the Army, US Army
- Chief Master Sergeant of the Air Force, US Air Force
- Master Chief Petty Officer of the Navy, US Navy
- Sergeant Major of the Marine Corps, US Marine Corps
- Master Chief Petty Officer of the Coast Guard, US Coast Guard
- Senior Enlisted Advisor to the Chairman of the Joint Chiefs of Staff, Berater des Generalstabsvorsitzenden
- Senior Enlisted Advisor for the National Guard Bureau, Berater des Büros für die Nationalgarde